# Nånting levande åt Lame-Kal
Nånting levande åt Lame-Kal är en svensk kortfilm från 1988 i regi av Magnus Nanne. Filmen bygger på en novell ur Astrid Lindgrens bok Kajsa Kavat.

## Handling
Filmen berättar om Lame-Kal, en pojke som är sängbunden till följd av barnförlamning. Varje jul önskar han sig "nånting levande" i julklapp, men får aldrig det. Men snart är det jul igen och Lame-Kals hyresvärds katt ska ha ungar snart. Hyresvärdens två döttrar, Annastina och Lillstumpan, tänker nu muntra upp Kal genom att ge honom något levande. Det är bara det att katten, Snurran, inte förstår att det är bråttom nu.

## Rollista
- Harald Lönnbro – Lame-Kal
- Louise Peterhoff – Annastina
- Sophie Nanne – Lillstumpan
- Li Brådhe – Mamma, Lotta Berg
- Robert Sjöblom – Pappa, Anders Berg
- Maria Hedborg – Lame-Kals mamma, Ella
- Mona Malm – borgmästarinnan